# Commander Venus
Commander Venus var en musikgrupp, bildad av Conor Oberst i Omaha, Nebraska.

## Medlemmar
Senaste medlemmar
- Conor Oberst – gitarr, sång (1994–1998)
- Robb Nansel – gitarr (1994–1998)
- Ben Armstrong – trummor  (1997–1998)
- Todd Baechle – basgitarr (1997–1998)

Tidigare medlemmar
- Matt Bowen – trummor (1994–1997)
- Tim Kasher – gitarr, basgitarr, keyboard (1994–1997)

## Diskografi
Studioalbum
- 1995 – Do You Feel At Home?
- 1997 – The Uneventful Vacation

EP
- 1997 – Music Me All Over (delad EP med Lux-O-Values, Norman Bailer & Weld)

Singlar
- 1996 – Some Songs (delad singel med Drip)

Samlingsalbum (div. artister)
- 1995 – Apollo's Salvage (med låten "Pay Per View")
- 1997 – Magnet Indie Music Sampler Volume 2 (med "Bent on Broken Nerves" och "Waiting for Enoch Arden")